# Guvernoratul Sharqia
Guvernoratul Sharqia (în arabă الشرقية) este o unitate administrativă de gradul I, situată  în  partea de nord a Egiptului. Reședința sa este orașul Zagazig.